# Probezeit
Probezeit ist ein vereinbarter oder gesetzlich angeordneter Zeitraum, während dessen ein Rechtsverhältnis oder eine erteilte Erlaubnis unter erleichterten Bedingungen gelöst bzw. entzogen werden kann. Die Probezeit dient dem Zweck, die Eignung des Vertragspartners oder des Probanden erproben zu können. Probezeit ist ein Rechtsbegriff aus dem Arbeitsrecht, dem Beamtenrecht und dem Fahrerlaubnisrecht.
Im Schweizer Strafgesetzbuch ist die Probezeit auch ein Begriff des Strafrechtes. Gemeint ist dort der Nichtvollzug einer Strafe während eines vom Gericht festgelegten Zeitraums (vgl. in Deutschland Strafaussetzung zur Bewährung).

## Probezeit eines Arbeitsverhältnisses

### Situation in Deutschland

#### Funktion
Die Probezeit trägt den praktischen Bedürfnissen beider Arbeitsvertragsparteien Rechnung, in einer überschaubaren ersten Zeit der Beschäftigung die Leistungsfähigkeit des Arbeitnehmers einerseits und die Arbeitsbedingungen andererseits zu erproben, um bei negativem Ausgang das Arbeitsverhältnis relativ kurzfristig beenden zu können.
Eine Probezeit kann, muss jedoch nicht vereinbart werden.

#### Gestaltungsformen
Für die Vereinbarung einer Probezeit gibt es zwei Gestaltungsformen:
1. eine vorgeschaltete Probezeit im Rahmen eines unbefristeten Arbeitsverhältnisses
2. eine Probezeit im Zusammenhang mit einem befristeten Arbeitsverhältnis

#### Kündigungsschutz
Fehlen des allgemeinen Kündigungsschutzes nach dem KSchG
Eine Probezeit ist in Deutschland von der Wartezeit nach § 1 des Kündigungsschutzgesetzes (KSchG) zu unterscheiden. Nach § 1 KSchG kommt man erst nach einem halben Jahr Beschäftigungszeit in den Genuss des allgemeinen Kündigungsschutzes nach dem KSchG, so auch die dafür nach § 23 KSchG notwendige Beschäftigtenzahl erreicht wird.
Dies bedeutet, dass der Verzicht auf eine Probezeit oder eine kürzere Probezeit als sechs Monate nicht automatisch bedeutet, dass der Schutz des KSchG damit vorgezogen wird. Soll der allgemeine Kündigungsschutz des KSchG vor Ablauf der Wartezeit gelten, sollte dies ausdrücklich vereinbart werden. Dies kann auch stillschweigend (konkludent) geschehen, ist jedoch mit erheblichen Risiken im Streitfall verbunden. Auch hier stellt sich die Auslegungsfrage, ob die Vereinbarung einer Probezeit zugleich die Vereinbarung einer Kündigungsmöglichkeit trotz Befristung bedeutet. Eine Kündigungsmöglichkeit sollte daher ausdrücklich vereinbart werden, so darüber Konsens besteht.
Wenn ausnahmsweise eine Probezeit von mehr als sechs Monaten vereinbart wird, ist dies kündigungsrechtlich für den Arbeitnehmer ohne Bedeutung. Die gesetzliche Wartezeit nach dem Kündigungsschutzgesetz kann damit nicht zu Lasten des Arbeitnehmers verlängert werden. Sie beträgt unabhängig von der Länge einer vereinbarten Probezeit sechs Monate. Dies bedeutet, dass der Arbeitnehmer in einem Betrieb mit mehr als zehn Beschäftigten auch dann nach Ablauf von sechs Monaten allgemeinen Kündigungsschutz genießt, wenn eine Probezeit von mehr als sechs Monaten vereinbart war.
Bestehen des besonderen Kündigungsschutzes
Für Schwangere besteht bereits in den ersten sechs Monaten, also auch während einer vereinbarten Probezeit, der besondere Kündigungsschutz nach § 17 Mutterschutzgesetz (MuSchG).
Notwendigkeit der Anhörung der Mitarbeitervertretung
Auch die Kündigung während der Probezeit bedarf der Anhörung des Betriebsrates nach § 102 Betriebsverfassungsgesetz (BetrVG) oder der Mitarbeitervertretung.

#### Die Probezeitkündigungsfrist
Die Vereinbarung einer Probezeit im Rahmen eines unbefristeten Arbeitsverhältnisses hindert den Arbeitgeber nicht daran, schon nach einem kürzeren Zeitraum als die vereinbarte Probezeit zu kündigen.
Die Vereinbarung einer Probezeit spielt vor allem und im Grunde nur eine Rolle für die maßgebliche Kündigungsfrist. Nach der gesetzlichen Regelung des § 622 Abs. 1 BGB beträgt die Grundkündigungsfrist vier Wochen zum Fünfzehnten oder zum Monatsende. Davon kann bei Vereinbarung einer Probezeit längstens für die ersten sechs Monate abgewichen werden. In diesem Fall beträgt die gesetzliche Kündigungsfrist nur zwei Wochen, soweit davon nicht gemäß § 622 Abs. 4 BGB wirksam in einem Tarifvertrag abgewichen wird. In manchen Wirtschaftszweigen liegt die tarifvertragliche Probezeitkündigungsfrist unter zwei Wochen. Einzelvertraglich kann keine kürzere als die gesetzliche Probezeitkündigungsfrist vereinbart werden, es sei denn durch Inbezugnahme eines Tarifvertrages, § 622 Abs. 4 Satz 2 BGB. Für den Arbeitnehmer günstigere Probezeitkündigungsfristen dürfen einzelvertraglich vereinbart werden.
Für die Praxis wichtig ist, dass § 622 Abs. 3 BGB nur die Möglichkeit der Vereinbarung einer vierzehntägigen Probezeitkündigungsfrist vorsieht: es besteht keine Automatik. Bislang wird zwar angenommen, dass die Vereinbarung einer Probezeit in der Regel auch zugleich die Vereinbarung einer verkürzten Kündigungsfrist bedeutet. Dies ist aber nicht zwingend so. Steht in einem AGB-Arbeitsvertrag an einer Stelle die Vereinbarung einer Probezeit und ist an einer ganz anderen Stelle von den (normalen) gesetzlichen Kündigungsfristen die Rede, so kann das dazu führen, dass die vertragliche Regelung unklar ist und der Arbeitgeber nicht in den Genuss der verkürzten Probezeitkündigungsfrist kommt. Eine Verkürzung der Grundkündigungsfrist auf zwei Wochen sollte, wenn, daher immer klar und ausdrücklich vereinbart werden.

#### Besonderheiten bei einer Probezeit innerhalb eines befristeten Arbeitsverhältnisses
Im Rahmen eines befristeten Arbeitsverhältnisses sind drei Gestaltungsformen möglich:
(1) (Normalfall): Das Arbeitsverhältnis wird für die Dauer der zumeist nur sechsmonatigen Probezeit befristet. Dann endet das Arbeitsverhältnis automatisch mit dem Ablauf der Befristung. Der Arbeitnehmer hat mangels Kündigung keinen Kündigungsschutz, auch keinen besonderen. Die Parteien können für die Zeit nach der Probezeit ein unbefristetes Arbeitsverhältnis vereinbaren, ein befristetes ohne Sachgrund wirksam nur, wenn die Anforderungen des § 14 Abs. 2 des Teilzeit- und Befristungsgesetzes (TzBfG) beachtet werden. Läuft das Arbeitsverhältnis über das Probezeit- und Befristungsende weiter, so wird es ein unbefristetes, § 15 Abs. 5 TzBfG.
(2) Die Befristung wird für mehr als sechs Monate vereinbart. Für die ersten sechs Monate (oder für eine andere Zeit) wird eine Probezeit vereinbart.
Wer als Arbeitgeber einen Arbeitsvertrag befristet, verzichtet nach § 15 Abs. 3 TzBfG auf eine ordentliche Kündigungsmöglichkeit, es sei denn, er (oder ein Tarifvertrag) regelt etwas anderes.
Auch hier stellt sich die unnötige Auslegungsfrage, ob die Vereinbarung einer Probezeit zugleich die Vereinbarung einer Kündigungsmöglichkeit trotz Befristung bedeutet. Eine Kündigungsmöglichkeit sollte daher ausdrücklich vereinbart werden, so darüber Konsens besteht.
(3) (Erprobungsbefristung): Die Berechtigung einer Befristung wird mit der Notwendigkeit einer Erprobung begründet, § 14 Abs. 1 Satz 2 Nr. 5 TzBfG.
Eine Erprobungsbefristung nach § 14 Abs. 1 Satz 2 Nr. 5 TzBfG ist in der Praxis eher selten, da der Arbeitgeber in den ersten zwei Jahren keinen Sachgrund benötigt (§ 14 Abs. 2 TzBfG) und diese Zeit als Probezeit nutzen kann. Auch im Fall einer Erprobungsbefristung kann eine Probezeit für die ersten sechs Monate vereinbart werden.
Eine außerordentliche Kündigung ist immer zulässig.

#### Probezeitverlängerung
Eine im Arbeitsvertrag vereinbarte Probezeit kann bis zur Höchstgrenze von sechs Monaten verlängert werden, wenn der Arbeitgeber von der Leistung des Arbeitnehmers nicht überzeugt ist, er ihm aber die Möglichkeit einräumen möchte, sich doch noch zu bewähren. Wird eine Probezeit von mehr als sechs Monaten vereinbart oder besteht der Arbeitgeber nach Ablauf einer sechsmonatigen Probezeit auf deren Fortsetzung, so ist dies mit dem Gesetz unvereinbar. Denn ab diesem Zeitraum greift der Kündigungsschutz (§ 1 Abs. 1 KSchG), der im Übrigen auch einvernehmlich nicht eingeschränkt werden kann. Ebenso gelten dann die gesetzlichen Kündigungsfristen. Auch der Arbeitnehmer kann eine Verlängerung der Probezeit mit dem Arbeitgeber vereinbaren, beispielsweise wenn er sich noch nicht sicher ist, ob er in der Firma dauerhaft mitarbeiten will. Je nachdem, ob zunächst ein unbefristeter Arbeitsvertrag oder eine Probezeitbefristung vereinbart wurde, kommen unterschiedliche Möglichkeiten in Betracht: Die Verlängerung kann durch einen Aufhebungsvertrag mit erweitertem Beendigungszeitpunkt, einer Kündigung mit erweiterter Kündigungsfrist oder einer weiteren Befristung erfolgen.
Ein Aufhebungsvertrag mit erweitertem Beendigungszeitpunkt wird von den Arbeitgebern am häufigsten genutzt. Er muss noch innerhalb der Probezeit geschlossen und mit einer bedingten Wiedereinstellungszusage verbunden werden. Ein Aufhebungsvertrag, der lediglich eine nach § 1 KSchG nicht auf ihre Sozialwidrigkeit zu überprüfende Kündigung ersetzt, sei nicht wegen der Umgehung zwingender Kündigungsschutzvorschriften unwirksam. Sehe der Arbeitgeber die sechsmonatige Probezeit als nicht bestanden an, so könne er regelmäßig, ohne rechtsmissbräuchlich zu handeln, anstatt das Arbeitsverhältnis – innerhalb der Frist des § 1 Abs. 1 KSchG – mit der kurzen Probezeitkündigungsfrist zu beenden, dem Arbeitnehmer eine Bewährungschance geben, indem er mit einer überschaubaren längeren Kündigungsfrist kündigt und dem Arbeitnehmer für den Fall seiner Bewährung die Wiedereinstellung zusagt. Das Ende des Arbeitsverhältnisses darf nicht unbeschränkt um ein Vielfaches der Kündigungsfrist hinausgeschoben werden.
Ein Arbeitsvertrag, der nicht auf eine alsbaldige Beendigung, sondern auf eine befristete Fortsetzung des Arbeitsverhältnisses gerichtet ist, bedarf zu seiner Wirksamkeit eines sachlichen Grundes im Sinne des Befristungskontrollrechts. Dadurch soll eine funktionswidrige Verwendung des Rechtsinstituts des befristeten Arbeitsvertrags in der Form eines Aufhebungsvertrags ausgeschlossen werden. Der Aufhebungsvertrag darf ferner nicht unter einer auflösenden Bedingung stehen und von einem ungewissen Ereignis abhängig gemacht werden. Der Zweck der Probezeitverlängerung sollte im Aufhebungsvertrag stets genannt werden.

### Situation in Österreich
Die Probezeit in Österreich darf, muss aber nicht vereinbart werden. Sie kann jedoch auch durch den Kollektivvertrag vorgegeben sein. In beiden Fällen kann das Dienstverhältnis während der Probezeit von beiden Partnern ohne Angabe von Gründen jederzeit gelöst werden. Die Probezeit darf bei gewöhnlichen Arbeitsverhältnissen nicht mehr als einen Monat betragen, bei Lehrverhältnissen ist sie mit drei Monaten beschränkt. Wird eine längere Probezeit vereinbart, gilt der darüber hinausgehende Teil als befristetes Arbeitsverhältnis außerhalb der Probezeit. Wenn keine Probezeit vereinbart wird, oder dauert das Arbeitsverhältnis länger als die Probezeit, gelten die gesetzlichen beziehungsweise kollektivvertraglichen Kündigungsfristen.

### Situation in der Schweiz
Ohne vertragliche Vereinbarung gilt in der Schweiz eine Probezeit von einem Monat. In dieser Zeit können beide Vertragspartner das Arbeitsverhältnis innerhalb von sieben Tagen beenden. Die Probezeit kann im Arbeitsvertrag auf drei Monate verlängert werden.

## Probezeit eines Berufsausbildungsverhältnisses in Deutschland
Ein Berufsausbildungsverhältnis im Anwendungsbereich des Berufsbildungsgesetzes (BBiG) beginnt nach § 20 BBiG mit einer Probezeit. Diese muss mindestens einen Monat und darf höchstens vier Monate betragen. Die Vereinbarung einer kürzeren oder längeren Frist ist gemäß § 25 BBiG unwirksam. Die Vereinbarung einer Probezeit von sechs Monaten ist demnach unzulässig. Die Dauer der Probezeit ist in die Niederschrift des Berufsausbildungsvertrages einzutragen.
Die Probezeit dient vor allem dazu, dass sich der Ausbilder und der Auszubildende gegenseitig kennenlernen.
Die Probezeit ist eine Bedenkzeit
- für den Auszubildenden, ob er die richtige Entscheidung bei seiner Berufswahl getroffen hat und
- für den Ausbilder, ob der Auszubildende für den Beruf geeignet ist und sich in das Betriebsgeschehen einpasst.

Wird die Ausbildung während der Probezeit z. B. wegen Krankheit um mehr als ein Drittel dieser Zeit unterbrochen, so kann eine Verlängerung der Probezeit um den Zeitraum der Unterbrechung schriftlich vereinbart werden. Die Höchstdauer von 4 Monaten darf jedoch nicht überschritten werden. Bei kurzfristigen Unterbrechungen kommt eine Verlängerung der Probezeit nicht in Frage.
Während der Probezeit kann das Berufsausbildungsverhältnis von beiden Seiten jederzeit ohne Grund und ohne Einhalten einer Kündigungsfrist gekündigt werden (§ 22 BBiG). Die Kündigung muss schriftlich erfolgen.
Bei der Ausbildung zum Gesundheits- und Krankenpfleger sowie zum Altenpfleger beträgt die Probezeit sechs Monate (§ 20 Pflegeberufegesetz).
So sieht beispielsweise der derzeit gültige Tarifvertrag für Auszubildende des öffentlichen Dienstes (TVAöD) Besonderer Teil BBiG eine Probezeit von 3 Monaten und nach dem Besondere Teil Pflege (TVAöD-Pflege) eine Probezeit von 6 Monaten vor.

## Beamtenrechtliche Probezeit in Deutschland
Das Dienstverhältnis eines Beamten auf Probe (BaP) dient der Ableistung einer beamtenrechtlichen Probezeit zur späteren Verwendung auf Lebenszeit (§ 6 Abs. 3 Nr. 1 BBG i. V. m. § 28ff. BLV; § 4 Abs. 3 lit. a BeamtStG) oder zur Übertragung eines Amtes mit leitender Funktion (§ 6 Abs. 3 Nr. 2 i. V. m. § 24 BBG; § 4 Abs. 3 lit. b BeamtStG). Die regelmäßige Probezeit beträgt beim Dienstherrn „Bund“ drei Jahre. (§ 28 Abs. 1 BLV)
Wer später als Richter auf Lebenszeit oder als Staatsanwalt verwendet werden soll, kann zum Richter auf Probe ernannt werden. Das Dienstverhältnis als Richter auf Probe dauert maximal fünf Jahre, ggf. verlängert um die Zeit einer Beurlaubung ohne Bezüge. (§ 12 DRiG) Ein Richter auf Probe kann ohne seine Zustimmung nur bei einem Gericht, bei einer Behörde der Gerichtsverwaltung oder bei einer Staatsanwaltschaft verwendet werden (§ 13 Abs. 1 DRiG).
Bei der Berufsbildung in einem öffentlich-rechtlichen Dienstverhältnis (Beamter auf Widerruf im Vorbereitungsdienst) findet das Berufsbildungsgesetz (BBiG) keine Anwendung.

## Probezeit beim Erwerb der Fahrerlaubnis

### Situation in Deutschland
Bei erstmaligem Erwerb der Fahrerlaubnis gilt eine zweijährige Probezeit hinsichtlich der Eignung zum Führen eines Kraftfahrzeuges auf öffentlichem Grund (§ 2a Abs. 1 StVG). Bei einem schwerwiegenden Verstoß („A-Verstoß“) oder zwei weniger schwerwiegenden Verstößen („B-Verstoß“) innerhalb der Probezeit muss der Fahrerlaubnisinhaber an einem Aufbauseminar teilnehmen. Die Probezeit verlängert sich dann einmalig um zwei Jahre.
Wird nach der Teilnahme am Aufbauseminar nochmal ein A-Verstoß (bzw. zwei B-Verstöße) begangen, wird der Fahrerlaubnisinhaber verwarnt und bekommt die Empfehlung, freiwillig an einer verkehrspsychologischen Beratung teilzunehmen.
Nach Erhalt der Empfehlung hat der Fahrerlaubnisinhaber zwei Monate Schonfrist. Falls er nach Ablauf der Frist nochmals einen A-Verstoß (bzw. zwei B-Verstöße) begeht, wird ihm die Fahrerlaubnis entzogen.
Eine neue Fahrerlaubnis darf dann frühestens drei Monate nach der Entziehung erteilt werden.
Die Probezeit muss nur einmal durchlaufen werden; wenn beispielsweise bereits mit 16 die Fahrerlaubnis Klasse A1 erworben wurde, wird für später erworbene Führerschein-Klassen (etwa B oder A) keine weitere Probezeit gefordert. Der Besitz einer Fahrerlaubnis der Klassen AM, L oder T wird jedoch nicht auf die Probezeit angerechnet.
Von 2003 bis 2010 gab es durch die Fahranfängerfortbildungsverordnung für Inhaber einer Fahrerlaubnis der Klasse B auf Probe die Möglichkeit, durch die Teilnahme an einem Fortbildungsseminar die Probezeit um ein Jahr zu verkürzen.
Der Katalog der Zuwiderhandlungen, welche während der Probezeit zur Anordnung eines Aufbauseminars führen, befindet sich in der Anlage 12 der Fahrerlaubnisverordnung (FeV).
Ob ein Vergehen im Straßenverkehr als A- oder B-Verstoß eingestuft ist und damit Auswirkungen auf die Probezeit hat, kann dem Bundeseinheitlichen Tatbestandskatalog des Kraftfahrt-Bundesamtes entnommen werden.

### Situation in Österreich
Siehe Mehrphasenausbildung.

### Situation in der Schweiz
Siehe Grünes L.

## Probezeit im Strafrecht der Schweiz
Der Zeitraum, in der die Vollstreckung einer gerichtlichen Geldstrafe oder Freiheitsstrafe ganz oder teilweise aufgeschoben wird, ähnlich der Frist einer Bewährung in Deutschland, heißt in der Schweiz Probezeit. Die Probezeit dauert 2 bis 5 Jahre. Geregelt ist sie in Artikel 44 Strafgesetzbuch (Schweiz). Hat sich der Verurteilte bis zum Ablauf der Probezeit bewährt, so wird die aufgeschobene Strafe nicht mehr vollzogen.